# Білогоровка (Ульяновська область)
Білогоровка (рос. Белогоровка) — присілок в Радищевському районі Ульяновської області Російської Федерації.
Населення становить 0 осіб. Входить до складу муніципального утворення Радищевське міське поселення.

## Історія
Населений пункт розташований на території українського культурного та етнічного краю Жовтий Клин.
Від 2004 року входить до складу муніципального утворення Радищевське міське поселення.

## Населення
| 2010 |
| ---- |
| 0    |